# Liste des Premiers ministres de Bahreïn
Le Premier ministre de Bahreïn (en arabe : رئيس وزراء البحرين) est le chef du gouvernement du royaume de Bahreïn. Le Premier ministre est nommé directement par le roi, et est responsable devant lui. La Constitution du pays n'impose pas qu'il soit membre du Conseil des représentants.
Depuis son indépendance le Bahreïn n'a connu que deux Premier ministre : Khalifa ben Salman al-Khalifa, l'oncle de l'actuel roi Hamad ben Issa Al Khalifa, et Salman ben Hamad Al Khalifa, son fils et prince héritier.

## Liste des titulaires
| N° | Portrait                       | Titulaire (Naissance-mort)                                         | Mandat           | Mandat           | Mandat                      | Monarque                    |
| N° | Portrait                       | Titulaire (Naissance-mort)                                         | Début            | Fin              | Durée                       | Monarque                    |
| -- | ------------------------------ | ------------------------------------------------------------------ | ---------------- | ---------------- | --------------------------- | --------------------------- |
| 1  | Khalifa ben Salmane Al Khalifa | Khalifa ben Salmane Al Khalifa خليفة بن سلمان آل خليفة (1935-2020) | 16 décembre 1971 | 11 novembre 2020 | 48 ans, 10 mois et 26 jours | Issa ben Salmane Al Khalifa |
| 1  | Khalifa ben Salmane Al Khalifa | Khalifa ben Salmane Al Khalifa خليفة بن سلمان آل خليفة (1935-2020) | 16 décembre 1971 | 11 novembre 2020 | 48 ans, 10 mois et 26 jours | Hamed ben Issa Al Khalifa   |
| 2  | Salman ben Hamad Al Khalifa    | Salman ben Hamad Al Khalifa سلمان بن حمد آل خليفة (né en 1969)     | 11 novembre 2020 | en fonction      | 4 ans, 5 mois et 7 jours    |                             |